# La Force des ténèbres (film, 1964)
Pour les articles homonymes, voir La Force des ténèbres.
Pour plus de détails, voir Fiche technique et Distribution.
La Force des ténèbres Night Must Fall) est un film britannique réalisé par Karel Reisz, sorti en 1964.

## Fiche technique
- Titre original : Night Must Fall
- Titre français : La Force des ténèbres
- Réalisation : Karel Reisz
- Scénario : Emlyn Williams, d'après sa pièce éponyme et Clive Exton
- Direction artistique : Lionel Couch
- Costumes : Sophie Devine (non créditée)
- Photographie : Freddie Francis
- Montage : Philip Barnikel
- Musique : Ron Grainer
- Producteurs : Karel Reisz et Albert Finney (non crédités)
- Producteur executif : Lawrence P. Bachmann
- Sociétés de production : Metro-Goldwyn-Mayer British Studios
- Sociétés de distribution : Metro-Goldwyn-Mayer
- Pays d'origine :  Royaume-Uni
- Langue : anglais, allemand
- Format : noir et blanc – Version 35 mm — Son mono
- Genre :  Thriller
- Durée : 101 minutes
- Dates de sortie : 
  - Royaume-Uni : 21 mai 1964
  - États-Unis : 18 mars 1964

## Distribution
- Albert Finney : Danny
- Susan Hampshire : Olivia Greyne
- Mona Washbourne : Mme Bramson
- Sheila Hancock : Dora Parkoe
- Michael Medwin : Derek
- Joe Gladwin : Dodge
- Martin Wyldeck : inspecteur Willett
- John Gill : Foster